# Женская сборная Пуэрто-Рико по волейболу
Женская национальная сборная Пуэрто-Рико по волейболу (исп. Selección femenina de voleibol de Puerto Rico) — представляет Пуэрто-Рико на международных волейбольных соревнованиях. Управляющей организацией выступает Пуэрто-риканская федерация волейбола (Federación Puertorriqueña de Voleibol — FPV).

## История
Пуэрто-риканская федерация волейбола была основана в 1958 году, а через год вступила в ФИВБ. История же национальных волейбольных сборных страны началась ещё в довоенное время. Мужская сборная Пуэрто-Рико в 1930 году впервые приняла участие в Играх стран Центральной Америки и Карибского бассейна. В 1938 в волейбольном турнире этих комплексных соревнований дебютировали и женщины, в том числе и женская национальная команда Пуэрто-Рико. Одержав две победы над сборной Панамы и проиграв дважды хозяйке соревнований команде Мексики, пуэрториканки стали серебряными призёрами турнира. Медали этого же достоинства сборная Пуэрто-Рико выиграла и на следующих Центральноамериканских и Карибских играх, прошедших в 1946 году в Колумбии.
Все последующие десятилетия своего существования женская национальная команда Пуэрто-Рико держалась весьма скромно, в том числе и в континентальных соревнованиях, проводившихся в Америке. В 1962 году сборная лишь после 16-летнего перерыва вновь стала серебряным призёром на Играх Центральной Америки и Карибского бассейна, а вот следующий раз взойти на пьедестал этих региональных соревнований ей удалось лишь спустя 44 года.
15 февраля 1970 года в небе над Карибским морем близ столицы Доминиканской Республики Санто-Доминго произошла трагедия. Сборная Пуэрто-Рико возвращалась домой после сыгранных со сборной Доминиканской Республики товарищеских матчей в рамках подготовки к XI Играм Центральной Америки и Карибского бассейна, но самолёт с игроками и тренерами команды рухнул в море спустя несколько минут после взлёта. Погибло 12 волейболисток и 2 тренера сборной Пуэрто-Рико. Единственной оставшейся в живых волейболисткой сборной стала капитан команды Роса Сабатер, покинувшая расположение команды днём раньше. Именно она спустя две недели несла флаг Пуэрто-Рико в Панаме на церемонии открытия Игр.
В 1974 году состоялся дебют сборной Пуэрто-Рико на чемпионате мира, проходившем в Мексике. В том турнире пуэрто-риканские волейболистки потерпели 8 поражений и одержали одну победу (над сборной Багамских Островов), заняв предпоследнее — 22-е — место. В последующем лучшего результата в мировых первенствах команда Пуэрто-Рико добилась в 2002 году в Германии, когда смогла войти в 12 лучших из числа 24 сборных, принявших участие в чемпионате.
2009-й стал лучшим годом в истории женской национальной команды Пуэрто-Рико. В том сезоне пуэрто-риканские волейболистки впервые стали призёрами Панамериканского Кубка, проходившем в Майами (США). В четвертьфинале турнира пуэрториканки в упорнейшей борьбе уступили сборной Доминиканской Республики 2:3, ведя 2:0 по партиям, а в матче за «бронзу» переиграли команду США 3:1. Затем пуэрто-риканские волейболистки впервые приняли участие в Гран-при, где хоть и заняли лишь 10 место при 12 участниках, но отметились сенсационной победой над сборной России в четырёх партиях. В сентябре всё того же 2009 года команда Пуэрто-Рико на домашнем чемпионате NORCECA впервые за 40-летнюю историю участия в континентальных первенствах выиграла медали. В полуфинале соревнований пуэрториканки неожиданно переиграли сборную Кубы 3:2 (счёт 5-й партии 21:19), а в финале будучи в шаге от победы в матче с доминиканской командой, ведя 2:1 по сетам, в 4-й партии всё же уступили соперницам 30:32. На решающий сет волейболисток Пуэрто-Рики не хватило — 8:15 и «серебро» чемпионата. Не помогли победить даже 32 очка, набранные в финале лидером атак пуэрториканок Ауреей Крус, ставшей самым результативным игроком первенства. Лучшей связующей турнира признана её соотечественница Вильмари Мохика.
Вновь подняться на пьедестал почёта континентального первенства волейболистки Пуэрто-Рики смогли через 4 года, став бронзовыми призёрами чемпионата-2013. Лучшим бомбардиром турнира стала пуэрториканка Карина Осасио.
2016 год для женской сборной Пуэрто-Рико стал примечателен олимпийским дебютом. На североамериканском отборе пуэрто-риканки заняли 3-е место, а затем на домашней интерконтинентальной квалификации обыграли сборные Колумбии, Кении и Алжира и пробились на Олимпийские игры в Рио-де-Жанейро. На самом же олимпийском волейбольном турнире команда Пуэрто-Рико выступила неудачно, проиграв в своей группе предварительного этапа с одинаковым счётом 0:3 сборным США, Сербии, Китая, Нидерландов и Италии.

## Результаты выступлений и составы

### Олимпийские игры
| - 1964 — не участвовала - 1968 — не участвовала - 1972 — не участвовала - 1976 — не квалифицировалась - 1980 — не квалифицировалась - 1984 — не квалифицировалась - 1988 — не квалифицировалась - 1992 — не квалифицировалась | - 1996 — не квалифицировалась - 2000 — не квалифицировалась - 2004 — не квалифицировалась - 2008 — не квалифицировалась - 2012 — не квалифицировалась - 2016 — 11—12-е место - 2020 — не квалифицировалась - 2024 — не квалифицировалась |

- 2016: Дебора Сейлхамер, Шара Венегас, Вильмари Мохика, Яримар Роса, Стефани Энрайт, Аурея Крус, Диана Рейес, Карина Окасио, Наталия Валентин, Дали Сантана, Алехандра Окендо, Линда Моралес. Тренер — Хуан Карлос Нуньес.

### Чемпионаты мира
| - 1952 — не участвовала - 1956 — не участвовала - 1960 — не участвовала - 1962 — не участвовала - 1967 — не участвовала - 1970 — не квалифицировалась - 1974 — 22-е место - 1978 — не квалифицировалась - 1982 — 17-е место - 1986 — не квалифицировалась | - 1990 — не квалифицировалась - 1994 — не квалифицировалась - 1998 — не квалифицировалась - 2002 — 10—12-е место - 2006 — 15—16-е место - 2010 — 17—20-е место - 2014 — 17—20-е место - 2018 — 13—14-е место - 2022 — 14-е место - 2025 — |

- 2002: Лурдес Исерн, Татьяна Энкарнасьон, Вильмари Мохика, Ярилин Сантьяго, Долли Мелендес, Эва Крус, Аурея Крус, Карина Окасио, Сиомара Молеро, Дарьям Асеведо, Шейла Окасио, Джетсабель дель Валье. Тренер — Давид Алеман.
- 2006: Саймара Колон, Вильмари Мохика, Татьяна Энкарнасьон, Сара Альварес, Ярилин Сантьяго, Эва Крус, Аурея Крус, Карина Окасио, Глоримар Ортега, Алехандра Окендо, Шейла Окасио, Джетсабель дель Валье. Тренер — Хуан Карлос Нуньес.
- 2010: Памела Картахена, Вильмари Мохика, Татьяна Энкарнасьон, Сара Альварес, Ноами Сантос, Аурея Крус, Карина Окасио, Мишель Ногейрас, Даранхелис Янтин, Сара Венегас, Алехандра Окендо, Вильнелия Гонсалес. Тренер — Карлос Кардона.
- 2014: Дебора Сейлхамер, Сара Венегас, Вильмари Мохика, Яримар Роса, Стефани Энрайт, Аурея Крус, Карина Окасио, Наталия Валентин, Алехандра Окендо, Шейла Окасио, Линда Моралес, Ванеса Велес. Тренер — Хосе Мьелес.
- 2018: Дали Сантана, Шара Венегас, Валерия Леон, Раймариэли Сантос, Джулимар Отеро Перес, Стефани Энрайт, Карина Окасио, Нейра Ортис, Наталия Валентин, Ноами Сантос-Ламб, Альба Эрнандес, Ана София Хусино, Адриана Винас Джой, Диана Рейес. Тренер — Хосе Мьелес.
- 2022: Шара Венегас, Раймариэли Сантос, Стефани Энрайт, Паола Рохас, Дженнифер Ногерас, Диана Рейес, Бриттани Аберкромби, Нейра Ортис, Наталия Валентин, Хенесис Кольясо, Альба Эрнандес, Пилар-Мари Виктория, Карина Осасио, Номарис Велес. Тренер — Фернандо Моралес.

### Гран-при
В Гран-при 1993—2003 сборная Пуэрто-Рико участия не принимала, а в 2004—2008 в розыгрыши турнира не квалифицировалась.
- 2009 — 10-е место
- 2010 — 11-е место
- 2011 — не квалифицировалась
- 2012 — 13-е место
- 2013 — 18-е место
- 2014 — 15-е место (3-е во 2-м дивизионе)
- 2015 — 16-е место (4-е во 2-м дивизионе)
- 2016 — 15-е место (3-е во 2-м дивизионе)
- 2017 — 18-е место (6-е во 2-м дивизионе)

- 2009: Дебора Сейлхамер, Вильмари Мохика, Татьяна Энкарнасьон, Сара Альварес, Яримар Роса, Эва Крус, Аурея Крус, Карина Окасио, Раймариели Сантос, Алехандра Окендо, Шейла Окасио, Лаудевис Марреро. Тренер — Карлос Кардона.
- 2010: Дебора Сейлхамер, Саймара Колон, Вильмари Мохика, Татьяна Энкарнасьон, Сара Альварес, Стефани Энрайт, Аурея Крус, Карина Окасио, Глоримар Ортега, Алехандра Окендо, Шейла Окасио, Диана Рейес. Тренер — Карлос Кардона.
- 2012: Сара Венегас, Вильмари Мохика, Сара Альварес, Яримар Роса, Стефани Энрайт, Генезис Кольясо, Наталия Валентин, Дали Сантана, Алехандра Окендо, Джетсабель Дель Валье, Аманда Васкес, Дженнифер Кесада. Тренер — Давид Алеман.
- 2013: Сара Венегас, Яримар Роса, Аня Руис, Карина Окасио, Мишель Ногейрас, Реми Макбэйн, Наталия Валентин, Шейла Окасио, Линда Моралес, Каниша Хименес, Дженнифер Кесада, Диана Рейес. Тренер — Рафаэль Оласагасти.
- 2014: Дебора Сейлхамер, Сара Венегас, Вильмари Мохика, Яримар Роса, Стефани Энрайт, Аурея Крус, Карина Окасио, Янелис Торрес, Наталия Валентин, Алехандра Окендо, Шейла Окасио, Линда Моралес. Тренер — Хосе Мьелес.
- 2015: Дебора Сейлхамер, Вильмари Мохика, Яримар Роса, Стефани Энрайт, Аурея Крус, Карина Окасио, Джетсабель Дель Валье, Ширли Феррер, Наталия Валентин, Алехандра Окендо, Шейла Окасио, Линда Моралес, Пилар Мария Виктория, Найка Бенитес. Тренер — Хосе Мьелес.
- 2016: Дебора Сейлхамер, Шара Венегас, Вильмари Мохика, Яримар Роса, Стефани Энрайт, Аурея Крус, Диана Рейес, Карина Окасио, Ширли Феррер, Наталия Валентин, Дали Сантана, Алехандра Окендо, Линда Моралес, Паулина Прето Сераме. Тренер — Хуан Карлос Нуньес.
- 2017: Дали Сантана, Шара Венегас, Раймариэли Сантос, Кэтрин Сантьяго, Жослин Куилан, Стефани Энрайт, Дженнифер Ногерас, Джанелисс Торрес, Дженнифер Кесада, Карина Окасио, Ширли Феррер, Наталия Валентин, Хенесис Кольясо, Ноами Сантос, Альба Эрнандес, Ана-София Хусино, Стефани Салас, Адриана Винас Джой. Тренер — Хавьер Гаспар.

### Кубок претендентов ФИВБ
- 2018 —  3-е место
- 2022 —  3-е место
- 2023 — не квалифицировалась
- 2024 —  2-е место

- 2018: Дали Сантана, Дильянлис Росадо, Дженнифер Ногерас, Дженнифер Кесада, София Виктория, Ширли Феррер, Наталия Валентин, Генезис Кольясо, Альба Эрнандес, Ана София Хусино, Легна Эрнандес, Пилар-Мари Виктория. Тренер — Хавьер Гаспар.
- 2022: Шара Венегас, Алондра Васкес, Раймариэли Сантос, Валерия Васкес, Стефани Энрайт, Паола Рохас, Диана Рейес, Бриттани Аберкромби, Нейра Ортис, Наталия Валентин, Хенесис Кольясо, Грейс Лопес, Пилар-Мари Виктория, Номарис Велес. Тренер — Фернандо Моралес.

### Чемпионат NORCECA по волейболу
| - 1969 — 5-е место - 1971 — 4-е место - 1973 — 6-е место - 1975 — не участвовала - 1977 — 5-е место - 1979 — не участвовала - 1981 — 6-е место - 1983 — 5-е место - 1985 — 4-е место - 1987 — 5-е место - 1989 — 6-е место - 1991 — 6-е место - 1993 — 5-е место - 1995 — 5-е место | - 1997 — 5-е место - 1999 — 5-е место - 2001 — не участвовала - 2003 — 5-е место - 2005 — 4-е место - 2007 — 5-е место - 2009 — 2-е место - 2011 — 4-е место - 2013 — 3-е место - 2015 — 3-е место - 2019 — 4-е место - 2021 — 2-е место - 2023 — 6-е место |

- 2009: Дебора Сейлхамер, Сара Венегас, Вильмари Мохика, Татьяна Энкарнасьон, Сара Альварес, Стефани Энрайт, Эва Крус, Аурея Крус, Раймариели Сантос, Аня Руис, Алехандра Окендо, Шейла Окасио, Вильнелия Гонсалес. Тренер — Карлос Кардона.
- 2011: Памела Картахена, Вильмари Мохика, Сара Альварес, Яримар Роса, Стефани Энрайт, Аурея Крус, Диана Рейес, Мишель Ногейрас, Ширли Феррер, Сара Венегас, Линда Моралес, Аманда Васкес. Тренер — Давид Алеман.
- 2013: Дебора Сейлхамер, Яримар Роса, Стефани Энрайт, Аня Руис, Аурея Крус, Карина Окасио, Наталия Валентин, Генезис Миранда, Шейла Окасио, Линда Моралес, Лаура Гонсалес, Вильмари Ривера. Тренер — Рафаэль Оласагасти.
- 2015: Дебора Сейлхамер, Вильмари Мохика, Яримар Роса, Стефани Энрайт, Аурея Крус, Карина Окасио, Ширли Феррер, Наталия Валентин, Алехандра Окендо, Линда Моралес, Диана Рейес, Кейла Родригес. Тренер — Хуан Карлос Нуньес.
- 2019: Шара Венегас, Раймариэли Сантос, Стефани Энрайт, Аурея Крус, Диана Рейес, Карина Окасио, Нейра Ортис, Ширли Феррер, Наталия Валентин, Паулина Прието Сераме, Ана София Хусино, Легна Эрнандес, Пилар-Мария Виктория, Номарис Велес. Тренер — Хосе Мьелес.
- 2021: Шара Венегас, Стефани Энрайт, Паола Рохас, Дженнифер Ногерас, Диана Рейес, Бриттани Аберкромби, Нейра Ортис, Габриэла Алисея, Наталия Валентин, Хенесис Кольясо, Ивания Ортис, Пилар-Мария Виктория. Тренер — Фернандо Моралес.

### Панамериканские игры
| - 1955 — не участвовала - 1959 — 4-е место - 1963 — не участвовала - 1967 — не участвовала - 1971 — не участвовала - 1975 — 7-е место - 1979 — 8-е место - 1983 — не участвовала - 1987 — не участвовала | - 1991 — не участвовала - 1995 — не участвовала - 1999 — не участвовала - 2003 — 6-е место - 2007 — 6-е место - 2011 — 5-е место - 2015 — 4-е место - 2019 — 5-е место - 2023 — 7-е место |

- 2011: Дали Сантана, Вильмари Мохика, Сара Альварес, Яримар Роса, Стефани Энрайт, Аурея Крус, Диана Рейес, Мишель Ногейрас, Ширли Феррер, Сара Венегас, Линда Моралес, Аманда Васкес. Тренер — Давид Алеман.
- 2015: Дебора Сейлхамер, Вильмари Мохика, Яримар Роса, Стефани Энрайт, Аурея Крус, Карина Окасио, Ширли Феррер, Наталия Валентин, Алехандра Окендо, Шейла Окасио, Линда Моралес, Найка Бенитес. Тренер — Хосе Мьелес.
- 2019: Раймариэли Сантос, Стефани Энрайт, Паола Рохас, Аурея Крус, Нейра Ортис, Наталия Валентин, Вильмари Ривера, Хенесис Кольясо, Паулина Прието Сераме, Ана София Хусино, Пилар-Мария Виктория, Номарис Велес. Тренер — Хосе Мьелес.

### Панамериканский Кубок
| - 2002 — 7-е место - 2003 — 7-е место - 2004 — 6-е место - 2005 — 5-е место - 2006 — 5-е место - 2007 — 5-е место - 2008 — 4-е место - 2009 — 3-е место - 2010 — 6-е место - 2011 — 5-е место - 2012 — 6-е место | - 2013 — 5-е место - 2014 — 3-е место - 2015 — 6-е место - 2016 — 2-е место - 2017 — 3-е место - 2018 — 6-е место - 2019 — 4-е место - 2021 — 6-е место - 2022 — 6-е место - 2023 — 2-е место - 2024 — 6-е место |

- 2009: Дебора Сейлхамер, Вильмари Мохика, Татьяна Энкарнасьон, Сара Альварес, Яримар Роса, Аурея Крус, Росели Перес, Карина Окасио, Аня Руис, Ямилеска Янтин, Джессика Канделарио, Алехандра Окендо, Шейла Окасио. Тренер — Карлос Кардона.
- 2014: Сара Венегас, Вильмари Мохика, Нейра Ортис, Ноами Сантос, Аурея Крус, Дженнифер Ногейрас, Наталия Валентин, Алехандра Окендо, Шейла Окасио, Линда Моралес, Ванеса Велес. Тренер — Хосе Мьелес.
- 2015: Вильмари Мохика, Раймариэль Сантос, Яримар Роса, Стефани Энрайт, Аурея Крус, Джетсабель Дель Валье, Ширли Феррер, Наталия Валентин, Алехандра Окендо, Шейла Окасио, Пилар Мария Виктория, Найка Бенитес. Тренер — Хосе Мьелес.
- 2016: Дебора Сейлхамер, Шара Венегас, Вильмари Мохика, Яримар Роса, Стефани Энрайт, Аурея Крус, Диана Рейес, Карина Окасио, Ширли Феррер, Наталия Валентин, Дали Сантана, Алехандра Окендо, Линда Моралес, Паулина Прето Сераме. Тренер — Хуан Карлос Нуньес.
- 2017: Дали Сантана, Шара Венегас, Валерия Леон, Раймариэли Сантос, Джанелисс Торрес, Дженнифер Кесада, Ширли Феррер, Наталия Валентин, Хенесис Кольясо, Ноами Сантос, Альба Эрнандес, Ана-София Хусино, Пилар-Мария Виктория, Адриана Винас Джой. Тренер — Хавьер Гаспар.

### Центральноамериканские и Карибские игры
| - 1938 — 2-е место - 1946 — 2-е место - 1959 — не участвовала - 1962 — 2-е место - 1966 — 5-е место - 1970 — не участвовала - 1974 — 4-е место - 1978 — 5-е место - 1982 — 4-е место - 1986 — 5-е место | - 1990 — 5-е место - 1993 — 5-е место - 1998 — 4-е место - 2002 — 4-е место - 2006 — 3-е место - 2010 — 6-е место - 2014 — 2-е место - 2018 — 3-е место - 2023 — 2-е место |

- 1938: Ребекка Кольберг, Роса Модести, Марта дель Корраль, Эстер Карбальейра, Хоакина Байрон, Жозефина Мартинти, Флор Сеньотита, Ирис Сеньотита, Мерседес Эспинет.
- 1946: Эстер Карбальейра, Консуэло Перес, Хулия Апонте, Кармен Диас, Марта Эрнандес, Сульма Кольтин, Марта Вила, Магдалена Ромеу, Марта Бальбас, Сара Торрес, Кармен Риос, Ребекка Кольберг.
- 1962: Кармен Оливерас, Иветт Антоматтеи, Ирис Торо, Дельфина Медина, Кармен Крус, Ирис Арандес, Долорес Патьеро, Пилар Бакеро, Росита Альверио, Иветт Пачеко, Кармен Сабатер, Карол Диас.
- 2006: Вильмари Мохика, Татьяна Энкарнасьон, Ярлин Сантььяго, Эва Крус, Аурея Крус, Ванесса Велес, Карина Окасио, Дириам Асеведо, Глоримар Ортега, Шаннон Торрегроса, Алехандра Окендо, Шейла Окасио. Тренер — Хуан Карлос Нуньес.
- 2014: Вильмари Мохика, Патрисия Монтеро, Сара Альварес, Роса Яримар, Стефани Энрайт, Аурея Крус, Наталия Валентин, Найка Бенитес, Джессика Канделарио, Линда Моралес, Легна Эрнандес, Аманда Васкес. Тренер — Хосе Мьелес.
- 2018: Дали Сантана, Шара Венегас, Валерия Леон, Раймариэли Сантос, Дженнифер Ногерас, Дженнифер Кесада, София Виктория, Нейра Ортис, Ширли Феррер, Наталия Валентин, Ноами Сантос-Ламб, Альба Эрнандес, Ана София Хусино, Пилар-Мари Виктория. Тренер — Хавьер Гаспар.

### Кубок чемпионов NORCECA
- 2015 —  3-е место
- 2019 — 4-е место

- 2015: Дебора Сейлхамер, Вильмари Мохика, Яримар Роса, Стефани Энрайт, Аурея Крус, Карина Окасио, Джетсабель Дель Валье, Ширли Феррер, Наталия Валентин, Алехандра Окендо, Шейла Окасио, Найка Бенитес. Тренер — Хосе Мьелес.

### Кубок «Финал шести» NORCECA
- 2021 — 6-е место
- 2022 —  3-е место
- 2023 — 6-е место
- 2024 — 4-е место

### «Финал четырёх» NORCECA
- 2024 —  1-е место

## Состав
Сборная Пуэрто-Рико в соревнованиях 2024 года («Финал четырёх» NORCECA, Кубок «Финал шести» NORCECA, Кубок Претендентов ФИВБ, Панамериканский Кубок).
| №  | Имя, фамилия                 | Год рождения | Рост | Амплуа      | Клуб                                          |
| -- | ---------------------------- | ------------ | ---- | ----------- | --------------------------------------------- |
| 1  | Сара Лосано Риаскос          | 2008         | 180  | нападающая  | Восточный Иллинойсский университет (Чарлстон) |
| 2  | Шара Венегас                 | 1992         | 172  | либеро      | «Сан-Диего Моджо»                             |
| 3  | Валерия Леон Пенья           | 1995         | 166  | либеро      | «Гранд-Рапидс Райс»                           |
| 4  | Дариана Холлингсуорт-Сантана | 1999         | 176  | нападающая  | «Тервиль-Флоранж Олимпик»                     |
| 5  | Вильмари Ривера              | 1997         | 178  | связующая   | «Коламбус Фьюри»                              |
| 6  | Катя Санчес                  | 1995         | 182  | связующая   | «Чангас де Наранхито»                         |
| 6  | Дженнифер Ногерас            | 1991         | 180  | связующая   | «Олимпиада-Неаполис» Никосия                  |
| 7  | Мэдисон Крусадо              | 1998         | 163  | либеро      | «Валенсианас де Хункос»                       |
| 7  | Солимар Сестеро              | 2000         | 182  | нападающая  | «Орландо Вэлкайрис»                           |
| 10 | Диана Рейес                  | 1993         | 188  | центральная | «Криольяс де Кагуас»                          |
| 11 | Элисса Алькантара            | 2001         | 182  | нападающая  | «Бергамо»                                     |
| 12 | Нейра Ортис                  | 1993         | 192  | центральная | «Кангрехерас де Сантурсе» Сан-Хуан            |
| 13 | Стефани Ривера               | 2000         | 154  | нападающая  | «Кемпер»                                      |
| 14 | Чарейка Каррион Гонсалес     | 2005         | 177  | нападающая  | «Криольяс де Кагуас»                          |
| 15 | Хенесис Кольясо              | 1992         | 185  | нападающая  | «Кангрехерас де Сантурсе» Сан-Хуан            |
| 15 | Даниэлла Гонсалес Мурати     | 2007         | 168  | связующая   |                                               |
| 16 | Паола Сантьяго Кабрера       | 2000         | 183  | нападающая  | «Меринос» Газиантеп                           |
| 17 | Деселайс Чампион             | 2009         | 193  | нападающая  | «Вакерас де Баямон»                           |
| 18 | Альба Эрнандес               | 1994         | 207  | центральная | ВКП Братислава                                |
| 19 | Хенесис Кастильо Ортис       | 1994         | 182  | нападающая  | «Пинкин де Коросаль»                          |
| 20 | Паула Серамо Ривера          | 2000         | 173  | либеро      | «Коламбус Фьюри»                              |
| 21 | Ивания Ортис                 | 1999         | 175  | нападающая  | «Коламбус Фьюри»                              |
| 23 | Грейс Лопес Вильянуэва       | 2005         | 183  | нападающая  | Университет Майами                            |

- Главный тренер — Хуан Карлос Нуньес.
- Тренеры — Хосе Мьелес Монге, Шейла Насарио, Арнальдо Колон Росарио.

## Фотогалерея
- Аурея Крус
- Вильмари Мохика
- Карина Окасио